# Wayne Rooney
Wayne Mark Rooney (wym. [ˈɹu:ni]; ur. 24 października 1985 w Liverpoolu) – angielski piłkarz i trener piłkarski. W latach 2022–2023 był trenerem D.C. United.
Wayne Rooney karierę piłkarską rozpoczął w Evertonie, do którego szkółki piłkarskiej przeszedł w wieku 10 lat. W roku 2002 zadebiutował w pierwszej drużynie tego klubu i stał się najmłodszym strzelcem bramki w Premier League. Szybko stał się podstawowym zawodnikiem swojego klubu i spędził w nim dwa sezony. Przed sezonem 2004/2005 za kwotę 25,6 miliona funtów przeszedł do Manchesteru United, gdzie pięć razy został mistrzem kraju, czterokrotnie zdobył Puchar Ligi, wygrał Ligę Mistrzów, Klubowe Mistrzostwo Świata, Puchar Anglii oraz Ligę Europy i przez trzy lata pełnił rolę kapitana.
Z dorobkiem 253 goli, jest najlepszym strzelcem w historii Manchesteru United. Zajmuje trzecie miejsce w klasyfikacji strzelców wszech czasów Premier League (208 goli) i czwarte miejsce pod względem liczby asyst w historii tej ligi (103).
9 lipca 2017 powrócił do Evertonu. W 2018, po sezonie spędzonym na Goodison Park, przeniósł się do występującego w Major League Soccer, amerykańskiego klubu D.C. United. W 2020 dołączył do występującego w Championship, Derby County, który był jego ostatnim klubem w profesjonalnej karierze.
W latach 2003–2016 reprezentant Anglii, z którą wystąpił na Euro 2004, gdzie był najmłodszym zdobywcą bramki, a także na Euro 2012, 2016 oraz na Mistrzostwach Świata 2006, Mistrzostwach Świata 2010 i 2014. Pod koniec sierpnia 2014, selekcjoner Roy Hodgson mianował Rooneya kapitanem reprezentacji Anglii. W 2018 zakończył karierę reprezentacyjną. Jego bilans meczów w drużynie narodowej zatrzymał się na 120 występach i 53 strzelonych golach, co czyniło go najlepszym strzelcem w historii reprezentacji Synów Albionu, do momentu pobicia jego rekordu przez Harry’ego Kane’a.
15 stycznia 2021 podpisał stały kontrakt menedżerski z Derby County kończąc tym samym karierę piłkarską.

## Życiorys

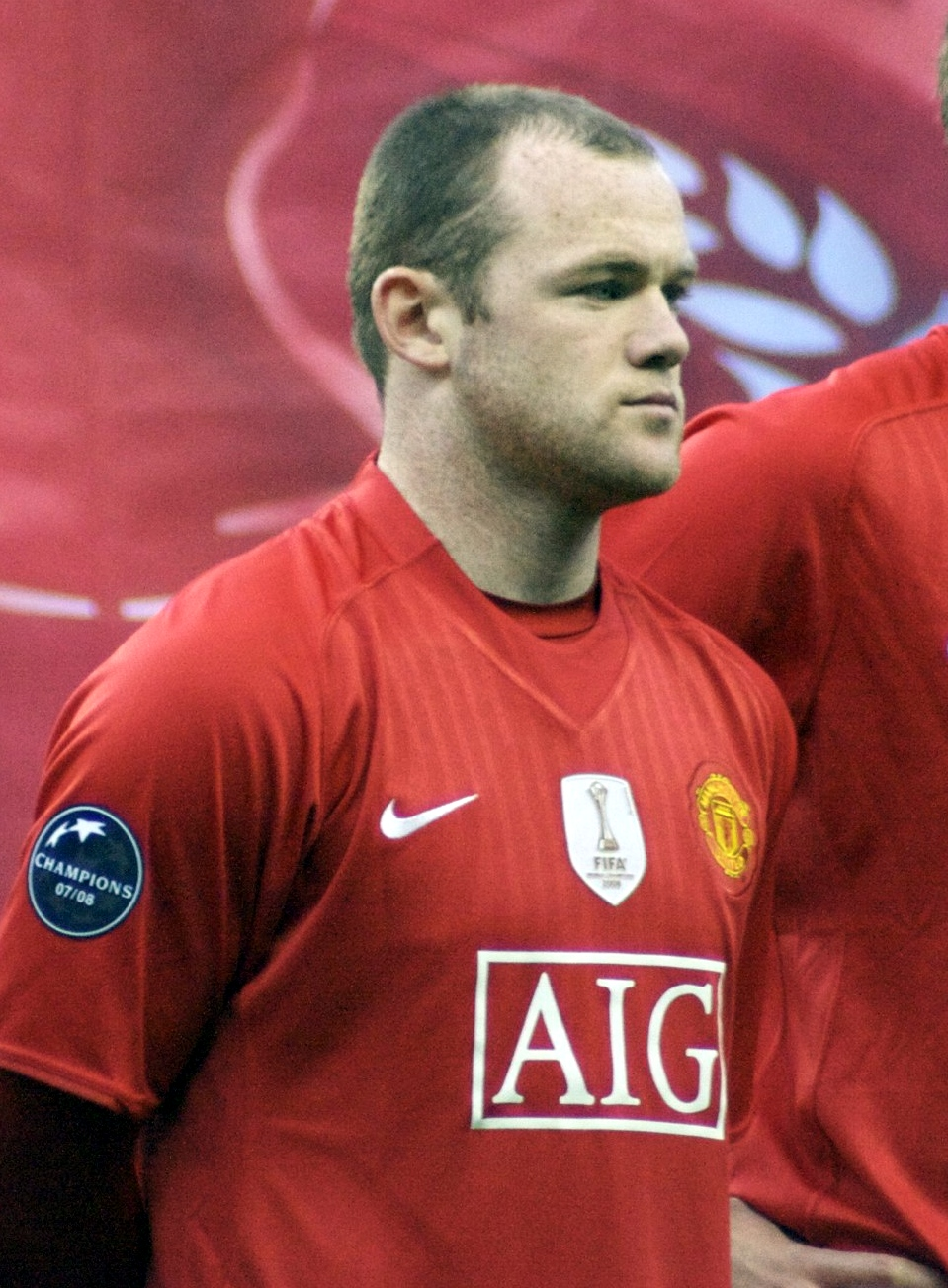
Rooney w Manchesterze United (2009)

Rooney karierę piłkarską rozpoczynał w szkółce Evertonu. W 2002 został włączony do pierwszej jedenastki. Pierwszy raz opinii publicznej pokazał się 19 października strzelając bramkę w meczu z Arsenalem na Goodison Park dającą jego zespołowi zwycięstwo 2:1, które zakończyło passę Arsenalu 30 meczów bez porażki. Zdobywając to trafienie stał się w tamtym czasie najmłodszym strzelcem gola w historii Premier League, miał wtedy 16 lat i 361 dni. Później jego rekord poprawił James Milner, a obecnie rekordzistą jest James Vaughan.
W reprezentacji Anglii Rooney zadebiutował 12 lutego 2003 roku w meczu przeciwko Australii mając 17 lat i 111 dni, co również w tamtym czasie było rekordem. Teraz najmłodszym reprezentantem Anglii w historii jest Theo Walcott, zawodnik Evertonu.
Rooney wystąpił na Euro 2004 w Portugalii. W tym turnieju zdobył 4 gole, po 2 strzelając Szwajcarii i Chorwacji. Te bramki zapewniły mu tytuł wicekróla strzelców imprezy, zaraz za Milanem Barošem.
Po tych Mistrzostwach Europy o Rooneya starania rozpoczęły Newcastle United F.C. i Manchester United F.C. Transfer do pierwszego z klubów był już blisko finalizacji, jednak ostatecznie, na godziny przed zakończeniem okna transferowego, podpisał on kontrakt z Manchesterem. Klub z Old Trafford zapłacił za niego 27 milionów funtów, co było wtedy najwyższą kwotą wydaną na nastoletniego piłkarza na świecie (obecnie najdroższym transferem nastoletniego piłkarza jest transfer Anthony’ego Martiala do Manchesteru United), a także obecnie jedenastym co do wysokości transferem w historii Manchesteru United. Więcej wówczas (2004) zapłacono tylko za Juana Sebastiána Veróna (2001) i Rio Ferdinanda (2002), a później za Dimitara Berbatowa (2008), Paula Pogbę (2009, rekord wszech czasów), Angela Di Marię, Juana Matę, Luke’a Shawa (wszyscy trzej 2014), Anthony’ego Martiala (2015), Erica Bailly’ego, Henricha Mychitariana (obaj 2016).
Na Euro 2004 piłkarz nabawił się kontuzji, która wykluczyła go z gry na miesiąc. W meczu Ligi Mistrzów przeciwko Fenerbahçe SK zaliczył hat-tricka i asystę.
W swoich dwóch pierwszych sezonach w Manchesterze, Rooney był ustawiany przez Alexa Fergusona na pozycji cofniętego napastnika, grającego za plecami Ruuda van Nistelrooya. Pierwszym sukcesem Rooneya było zwycięstwo w Pucharze Ligi w 2006 roku. W finale jego klub pokonał Wigan Athletic 4:0, a on sam został wybrany zawodnikiem meczu.
Pod koniec sezonu 2005/2006 w przegranym 0:3 meczu z Chelsea Rooney nabawił się kontuzji śródstopia, która miała go najprawdopodobniej wykluczyć z udziału w Mistrzostwach Świata rozgrywanych w Niemczech, jednak rehabilitacja umożliwiła mu udział w tej imprezie. Na tym turnieju nie strzelił żadnej bramki, a w ćwierćfinałowym meczu przeciwko Portugalii został usunięty z boiska za kopnięcie w krocze Ricardo Carvalho.
Czerwona kartka, jaką otrzymał w tamtym meczu wywołała sporo kontrowersji. Jak zarejestrowały kamery telewizyjne, mocno do pokazania kartonika przyczynił się kolega klubowy Cristiano Ronaldo. To właśnie za jego gorącymi namowami arbiter wyrzucił z boiska Rooneya. Po Mundialu obaj panowie podali sobie jednak ręce.
Po sprzedaży van Nistelrooya do Realu Madryt na Rooneyu zaczęła spoczywać większa odpowiedzialność za zdobywanie bramek. W inaugurującym meczu sezonu 2006/2007 przeciwko Fulham dwukrotnie trafił do siatki, jednak później, po trzymeczowym zawieszeniu za czerwoną kartkę w przedsezonowym sparingu z FC Porto, długo nie umiał znaleźć drogi do bramki, pozostając bez gola w 10 kolejnych meczach. Przełamał się w pojedynku z Boltonem, w którym strzelił 3 gole.
Jego klub zdobył mistrzostwo Anglii. Rooney sezon zakończył z 55 meczami we wszystkich rozgrywkach, w których strzelił 23 gole i zaliczył 16 asyst.
W sezonie 2007/2008 jego głównym zadaniem było rozgrywanie piłki i dogrywanie jej partnerom. Ostatecznie we wszystkich rozgrywkach łącznie zdobył 18 bramek. Manchester United został drugi raz z rzędu mistrzem kraju, a Rooney po raz pierwszy w swojej karierze wygrał Ligę Mistrzów. W finale Manchester pokonał Chelsea po rzutach karnych.
W sezonie 2008/2009 Manchester United po raz 3 z rzędu zdobył mistrzostwo kraju, a Rooney strzelił 12 bramek i z zespołem doszedł do finału Ligi Mistrzów, gdzie Manchester United przegrał z FC Barcelona.
Sezon 2009/2010 był dla Rooneya jednym z najlepszych w karierze. Po odejściu z zespołu Cristiano Ronaldo i Carlosa Téveza, Anglik wziął na siebie ciężar zdobywania goli. W 42 rozegranych meczach Rooney strzelił 34 bramki. Wśród nich znalazło się 26 trafień ligowych, co dało mu drugie miejsce w klasyfikacji strzelców, zaraz za Didierem Drogbą. Warto odnotować, że w meczu przeciwko Wigan Athletic (5:0), Anglik zdobył swojego setnego gola dla Manchesteru United. Rooney miał szansę bardziej wyśrubować statystyki i sięgnąć po koronę króla strzelców, jednak uniemożliwiła mu to kontuzja nabyta w meczu ćwierćfinałowym z Bayernem Monachium, która dawała o sobie znać już do końca sezonu.
19 października 2010 r. trener Alex Ferguson poinformował na konferencji prasowej, że Rooney postanowił nie przedłużać kontraktu z Manchester United i pragnie opuścić klub. Tę decyzję wiązano z jego konfliktem z trenerem: Ferguson przestał wystawiać Rooneya w wyjściowej jedenastce, tłumacząc decyzję urazem kostki piłkarza, czemu jednak ten ostatni zaprzeczał. Następnego dnia po oświadczeniu Fergusona, plany transferowe Rooneya potwierdził on sam, jako powód swej decyzji wskazując skromne – jego zdaniem – plany transferowe klubu i brak gwarancji sukcesów w przyszłości. Media i kibice spekulowali jednak, że prawdziwym powodem decyzji były pieniądze: Rooney zarabiał tygodniowo ok. 80.000 funtów a suma oferowana przez klub w nowym kontrakcie nie dorównywała zarobkom najlepszych piłkarzy Premier League. Sytuacja wyjaśniła się 22 października 2010 r., kiedy po negocjacjach z Fergusonem i zarządem klubu Rooney zdecydował się pozostać na Old Trafford i podpisał nowy, 5-letni kontrakt obowiązujący do 2015 r. Wysokość zarobków w nowym kontrakcie nie została ujawniona, jednak prawdopodobnie Rooney będzie otrzymywał co tydzień około 180.000 funtów
2 kwietnia w meczu 31. kolejki Premier League Rooney ustrzelił hat tricka. Przekroczył on tym samym liczbę 100 strzelonych goli dla United. Po strzeleniu ostatniego gola powiedział do kamery kilka niecenzuralnych słów, za co został zawieszony na 2 mecze. 17 września 2013 podczas meczu Manchesteru United z Bayerem 04 Leverkusen w I kolejce fazy grupowej Ligi Mistrzów Rooney strzelił swojego 200. gola dla klubu.
12 sierpnia 2014 r. oficjalna strona klubu z Old Trafford podała, że Wayne Rooney został nowym kapitanem Manchesteru United, a jego zastępcą będzie Darren Fletcher. Rooney przejął opaskę kapitańską po Serbie Nemanji Vidiciu, który od sezonu 2014/15 będzie reprezentował barwy Interu Mediolan. 28 sierpnia 2014 Roy Hodgson mianował Rooneya kapitanem reprezentacji Anglii, po zakończeniu kariery reprezentacyjnej przez Stevena Gerrarda. Sezon 2015/2016 Rooney zaczął słabo, w pierwszych 4 meczach nie zdołał trafić do bramki i naraził się na krytykę, która skończyła się, gdy piłkarz w meczu rewanżowym z Club Brugge w el. Ligi Mistrzów wygranym przez Manchester (4-0) zdobył swojego ósmego hat-tricka w karierze.
W 2015 roku został najskuteczniejszym strzelcem w historii reprezentacji Anglii.
W 2017 roku dzięki trafieniu w meczu ze Stoke, Wayne Rooney z 250 trafieniami został samodzielnym liderem w klasyfikacji strzelców wszech czasów w Manchesterze United.
9 lipca 2017 roku podpisał dwuletni kontrakt z Evertonem. 29 listopada 2017 roku zdobył hat-tricka w meczu przeciwko West Ham United. Drużyna Rooneya wygrała spotkanie 4:0. 18 grudnia w meczu wygranym przez „The Toffees” 3:1 ze Swansea City, Wayne Rooney strzelił gola z rzutu karnego oraz zanotował asystę przy trafieniu Gylfiego Sigurðssona. Była to 103. asysta Rooneya, która pozwoliła mu wyprzedzić w klasyfikacji liczby asyst Premier League Franka Lamparda. Liczba 103 asyst to 3. wynik w historii angielskiej ekstraklasy.
28 czerwca 2018 roku podpisał z klubem D.C. United, występującym w amerykańskiej lidze MLS, 3,5-letni kontrakt. Występował tam w koszulce z numerem 9. Rooney został oficjalnie zaprezentowany w klubie 10 lipca 2018 roku. Po przybyciu Rooneya do klubu forma zespołu uległa znacznej poprawie. Między innymi dzięki wysiłkom Rooneya DC United zdołał zakwalifikować się do fazy play-off. Tam zespół odpadł w ćwierćfinale z zespołem Columbus Crew. DC United przegrało ten mecz 3:2.
Na początku stycznia 2020 Wayne podpisał kontrakt obowiązujący do końca sezonu 2020/21 z Derby County występującym na zapleczu Premier League. 15 listopada po zwolnieniu Phillipa Cocu został ogłoszony tymczasowym grającym trenerem.
11 lipca 2022 oficjalnie został trenerem swojej innej byłej drużyny, DC United.

## Życie prywatne
Wayne Rooney ma irlandzkie pochodzenie. Jest katolikiem. Ma dwóch młodszych braci: Grahama i Johna. 12 czerwca 2008 roku ożenił się ze swoją sympatią ze szkoły średniej, Coleen McLoughlin. Młoda para mieszka w wartej ponad 4 miliony funtów rezydencji w hrabstwie Cheshire. 2 listopada 2009 Coleen urodziła syna. Rodzice nadali mu imię Kai. W maju 2013 roku Coleen urodziła ich drugie dziecko – chłopca, któremu dali na imię Klay Anthony. 24 stycznia 2016 roku przyszedł na świat jego trzeci syn – Kit Joseph. 15 lutego 2018 roku urodził się czwarty syn pary – Cass Mac Rooney.

## Statystyki kariery

### Występy klubowe
| Klub               | Sezon              | Liga  | Liga | Liga   | Puchar | Puchar | Puchar | Puchar ligi | Puchar ligi | Puchar ligi | Europa | Europa | Europa | Inne  | Inne | Inne   | Razem | Razem | Razem  |
| Klub               | Sezon              | Mecze | Gole | Asysty | Mecze  | Gole   | Asysty | Mecze       | Gole        | Asysty      | Mecze  | Gole   | Asysty | Mecze | Gole | Asysty | Mecze | Gole  | Asysty |
| Everton            | 2002/03            | 33    | 6    | 4      | 1      | 0      | 0      | 3           | 2           | 0           | 0      | 0      | 0      | 0     | 0    | 0      | 37    | 8     | 4      |
| Everton            | 2003/04            | 34    | 9    | 4      | 3      | 0      | 0      | 3           | 0           | 0           | 0      | 0      | 0      | 0     | 0    | 0      | 40    | 9     | 4      |
| Everton            | 2017/18            | 31    | 10   | 2      | 1      | 0      | 0      | 1           | 0           | 0           | 7      | 2      | 0      | 0     | 0    | 0      | 40    | 12    | 2      |
| Everton            | Razem              | 98    | 25   | 10     | 5      | 0      | 0      | 7           | 2           | 0           | 7      | 2      | 0      | 0     | 0    | 0      | 117   | 29    | 10     |
| Manchester United  | 2004/05            | 29    | 11   | 2      | 6      | 3      | 0      | 2           | 0           | 0           | 6      | 3      | 0      | 0     | 0    | 0      | 43    | 17    | 2      |
| Manchester United  | 2005/06            | 36    | 16   | 9      | 3      | 0      | 2      | 4           | 2           | 2           | 5      | 1      | 0      | 0     | 0    | 0      | 48    | 19    | 13     |
| Manchester United  | 2006/07            | 35    | 14   | 11     | 7      | 5      | 3      | 1           | 0           | 0           | 12     | 4      | 0      | 0     | 0    | 0      | 55    | 23    | 14     |
| Manchester United  | 2007/08            | 27    | 12   | 10     | 4      | 2      | 0      | 0           | 0           | 0           | 11     | 4      | 1      | 1     | 0    | 0      | 43    | 18    | 11     |
| Manchester United  | 2008/09            | 30    | 12   | 7      | 2      | 1      | 2      | 1           | 0           | 0           | 13     | 4      | 3      | 3     | 3    | 0      | 49    | 20    | 12     |
| Manchester United  | 2009/10            | 32    | 26   | 3      | 1      | 0      | 0      | 3           | 2           | 1           | 7      | 5      | 2      | 1     | 1    | 0      | 44    | 34    | 6      |
| Manchester United  | 2010/11            | 28    | 11   | 11     | 2      | 1      | 0      | 0           | 0           | 0           | 9      | 4      | 2      | 1     | 0    | 0      | 40    | 16    | 13     |
| Manchester United  | 2011/12            | 34    | 27   | 4      | 1      | 2      | 0      | 0           | 0           | 0           | 7      | 5      | 1      | 1     | 0    | 0      | 43    | 34    | 5      |
| Manchester United  | 2012/13            | 27    | 12   | 10     | 3      | 3      | 0      | 1           | 0           | 0           | 6      | 1      | 3      | 0     | 0    | 0      | 37    | 16    | 13     |
| Manchester United  | 2013/14            | 29    | 17   | 10     | 0      | 0      | 0      | 2           | 0           | 2           | 9      | 2      | 5      | 0     | 0    | 0      | 40    | 19    | 17     |
| Manchester United  | 2014/15            | 33    | 12   | 5      | 4      | 2      | 1      | 0           | 0           | 0           | 0      | 0      | 0      | 0     | 0    | 0      | 37    | 14    | 6      |
| Manchester United  | 2015/16            | 28    | 8    | 6      | 5      | 2      | 0      | 2           | 1           | 0           | 6      | 4      | 0      | 0     | 0    | 0      | 41    | 15    | 6      |
| Manchester United  | 2016/17            | 25    | 5    | 5      | 2      | 1      | 1      | 4           | 0           | 0           | 7      | 2      | 3      | 1     | 0    | 1      | 39    | 8     | 10     |
| Manchester United  | Razem              | 393   | 183  | 93     | 40     | 22     | 9      | 20          | 5           | 5           | 98     | 39     | 20     | 8     | 4    | 1      | 559   | 253   | 128    |
| DC United          | 2018               | 21    | 12   | 7      | 0      | 0      | 0      | 0           | 0           | 0           | 0      | 0      | 0      | 0     | 0    | 0      | 21    | 12    | 7      |
| DC United          | 2019               | 29    | 11   | 8      | 2      | 2      | 1      | 0           | 0           | 0           | 0      | 0      | 0      | 0     | 0    | 0      | 31    | 13    | 9      |
| DC United          | Razem              | 50    | 23   | 15     | 2      | 2      | 1      | 0           | 0           | 0           | 0      | 0      | 0      | 0     | 0    | 0      | 52    | 25    | 16     |
| Łącznie w karierze | Łącznie w karierze | 541   | 230  | 118    | 47     | 24     | 10     | 27          | 7           | 5           | 105    | 41     | 20     | 8     | 4    | 1      | 728   | 307   | 154    |

Stan na 17 listopada 2019.

## Sukcesy

### Klubowe
Manchester United
- Mistrzostwo Anglii (5x): 2006/2007, 2007/2008, 2008/2009, 2010/2011, 2012/2013
- Puchar Anglii (1x): 2015/2016
- Tarcza Wspólnoty (5x): 2007, 2008, 2010, 2011, 2016
- Puchar Ligi Angielskiej (4x): 2005/2006, 2008/2009, 2009/2010, 2016/2017
- Liga Mistrzów (1x): 2007/2008
- Klubowe mistrzostwa świata (1x): 2008
- Liga Europy (1x): 2016/2017

### Indywidualne
- Sportowa osobowość młodego pokolenia BBC: 2002
- Bravo Award: 2003
- Wicekról strzelców Euro 2004
- Miejsce w najlepszym składzie turnieju Euro 2004
- Najlepszy piłkarz ligi angielskiej młodego pokolenia: 2004/2005, 2005/2006
- Najlepszy piłkarz świata młodego pokolenia FIFPro: 2004/2005
- Sir Matt Busby Player of the Year: 2005/2006
- Najlepszy piłkarz ligi angielskiej: 2005/2006
- Miejsce w najlepszym składzie ligi angielskiej: 2005/2006
- Król strzelców Klubowych Mistrzostw Świata 2008
- Złota Piłka Klubowych Mistrzostw Świata 2008
- Wicekról strzelców Eliminacji do Mistrzostw Świata w Piłce Nożnej 2010 (Strefa UEFA)
- Najlepszy reprezentant Anglii: 2008, 2009
- Najlepszy piłkarz Premier League: 2009/2010
- Piłkarz miesiąca w Premier League: luty 2005, grudzień 2005, marzec 2006, listopad 2007, styczeń 2010
- Zdobywca najpiękniejszej bramki w historii Premier League (1992–2012)
- Najlepszy strzelec w historii reprezentacji Anglii: 53 bramki
- Najlepszy strzelec w historii Manchesteru United: 253 bramki